# Atol Rose

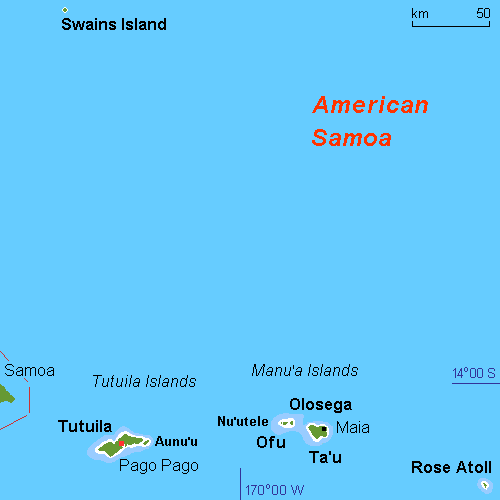
Localização do atol.

Atol Rose, também conhecido como Motu Manu, é um dos dois atois da Samoa Americana, situado a leste das Ilhas Manua. Como território dos Estados Unidos da América constitui o ponto mais meridional do país.
É o menor atol do mundo em superfície, com apenas 8 hectares, ou 80 mil metros quadrados, de terra

## História
Foi descoberto por Jacob Roggeveen, em 13 de junho de 1721, e, a princípio chamou-se Vuyle (ilha dos pássaros). Em 21 de outubro de 1819 chegou o francês Louis de Freycinet. Sua esposa, Rose Marie Pinon, embarcou clandestinamente disfarçando-se de marinheira para burlar as ordens da marinha. Freycinet então nomeou o atol de L'Île Rose em homenagem a sua mulher, e escrever no diário de bordo: "o nome de uma pessoa extremamente querida". O desejo de Rose Pinon que a ilha se visse livre de naufrágios só durou 50 anos até que o barco norte-americano Good Amornar caiu nos recifes e só sobreviveram três tripulantes. Em 2 de abril de 1824 foi visitado por Otto von Kotzebue que o chamou de Kordinkov, nome de seu primeiro tenente.

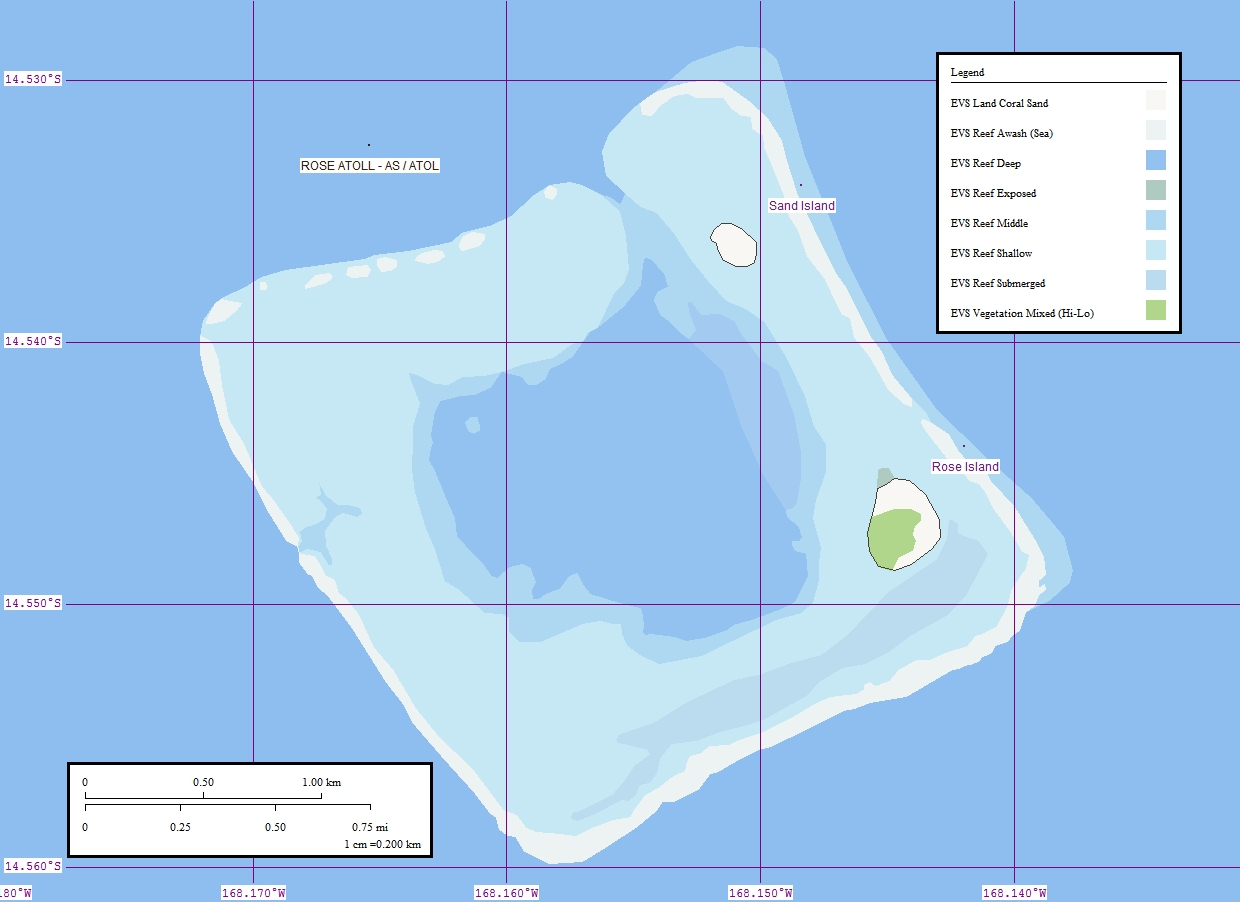
O Atol e seus dois Ilhéus: Rose Island e Sand Island.

## Geografia
O atol tem uma forma quase quadrada. A superfície terrestre é de 0,214 km² e a superfície total, incluindo a lagoa e os recifes, é de 5 km². 
Dispõe de um canal de entrada para a lagoa de 40 m de largura. 
Só tem dois ilhéus: Rose Island no extremo nordeste, com 3'5 m de altitude, e Sand Island ao norte, ao lado da passagem, com 1'5 m de altitude.
O atol é inabitado, mas está protegido como reserva natural. O "Rose Atoll National Wildlife Refuge" é gerido pelo US Fish and Wildlife Service e o governo da Samoa Americana.

## Fauna e Flora
O atol abriga árvores gigantescas de 26 metros de altura e é uma zona vital de reprodução para tartarugas marinhas ameaçadas de extinção.

## Galeria de Fotos

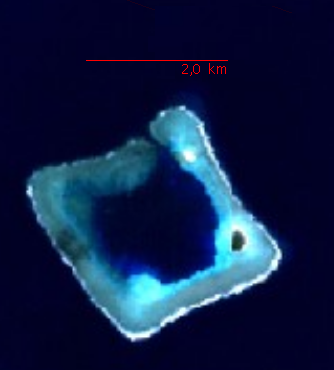
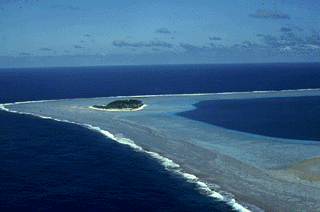
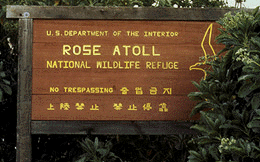